# جيني لافي ميلر
جيني لافي ميلر 1906  م هي صحفية أمريكية.

## سيرتها الذاتية
تزوجت ميلرز في السفارة الأمريكية في موسكو في ديسمبر 1935. وهي ابنة موظف في أكاديمية العلوم في موسكو. كانت تعمل في صحيفة أنباء موسكو باللغة الإنجليزية، بينما كان بوب يعمل لصالح Chattanooga News. بعد الحرب الأهلية الإسبانية، عادت عائلة ميلرز إلى الولايات المتحدة وبدأوا بإدارة صحيفة أخبار نصف الكرة الأرضية في مدينة نيويورك مع جاك فاهي، أحد اقدم المحاربين في الألوية الدولية. وركزت المنشورات على شؤون أمريكا اللاتينية، وكانت جيني وزيرة العمليات. في عام 1941 انتقلت عائلة ميلرز إلى العاصمة واشنطن وتم تعيين جوزيف جريج كمدير.
كان لدى عائلة ميلرز حياة اجتماعية نشطة مع العديد من الأصدقاء. بيلاجيا (أو بوليا) هابيخت هو مواطن روسي وصديق مقرب جدًا لجيني، تم نقله في عام 1941 إلى الولايات المتحدة مقابل غايك أوفاكيميان، السوفيتي الذي عاد إلى الظهور ورئيس أنشطة التجسس الأجنبية السوفيتية في الولايات المتحدة من عام 1934 إلى عام 1941 في وقت اعتقاله كعميل أجنبي غير مسجل. مارجريت (بيجي) جرينفيلد هي كاتبة شيوعية واقتصادية ومساعدة رئيس فرع التقارير المرحلية في قسم الأبحاث من OPA كانت على اتصال متكرر بجيني. إليزابيث بنتلي هي جزء من حلقة التجسس السوفيتية في جولوس، عَرفت جيني كواحدة من اتصالاتها السوفيتية السرية.